# Jelle Vanendert
Jelle Vanendert (Neerpelt, 19 febbraio 1985) è un ex ciclista su strada belga, è stato professionista dal 2007 al 2021. Anche suo fratello minore Dennis è ciclista professionista.

## Palmarès
- 2004 (dilettanti)

2ª tappa Tour de Namur (Bièvre > Alle-sur-Semois)
- 2006 (dilettanti)

GP Waregem Under-23
2ª tappa Ronde de l'Isard d'Ariège Under-23 (Carla-Bayle > Guzet Neige)
GP Joseph Bruyère
- 2007 (Chocolade Jacques-Topsport Vlaanderen, una vittoria)

Vlaamse Pijl
- 2011 (Omega Pharma-Lotto, una vittoria)

14ª tappa Tour de France (Saint-Gaudens > Plateau de Beille)
- 2018 (Lotto Soudal, una vittoria)

4ª tappa Giro del Belgio (Wanze > Wanze)

### Altri successi
- 2011 (Omega Pharma-Lotto)

Nacht van Peer

## Piazzamenti

### Grandi Giri
- Giro d'Italia

2009: ritirato (13ª tappa)
2016: 92º
2019: ritirato (5ª tappa)
- Tour de France

2011: 20º
2012: 29º
2018: ritirato (19ª tappa)
- Vuelta a España

2008: 101º
2010: ritirato (15ª tappa)
2013: ritirato (14ª tappa)
2015: 82º

### Classiche monumento
- Milano-Sanremo

2012: 92º
2014: ritirato
2015: 49º
2016: 88º
- Liegi-Bastogne-Liegi

2007: 26º
2008: 82º
2009: 25º
2011: 17º
2012: 10º
2013: 18º
2014: 11º
2015: 22º
2016: 22º
2017: 19º
2018: 11º
2019: ritirato
2020: 23º
2021: 72º
- Giro di Lombardia

2008: ritirato
2012: ritirato
2013: 35º
2014: 12º
2016: ritirato
2017: ritirato
2019: ritirato

### Competizioni mondiali
- Campionati del mondo

Hamilton 2003 - In linea Juniores: 43º
Salisburgo 2006 - In linea Under-23: 5º
Stoccarda 2007 - In linea Under-23: 52º
Ponferrada 2014 - In linea: ritirato

### Competizioni europee
- Campionati europei

Plumelec 2016 - In linea Elite: ritirato